# Květen 2015

## Květen

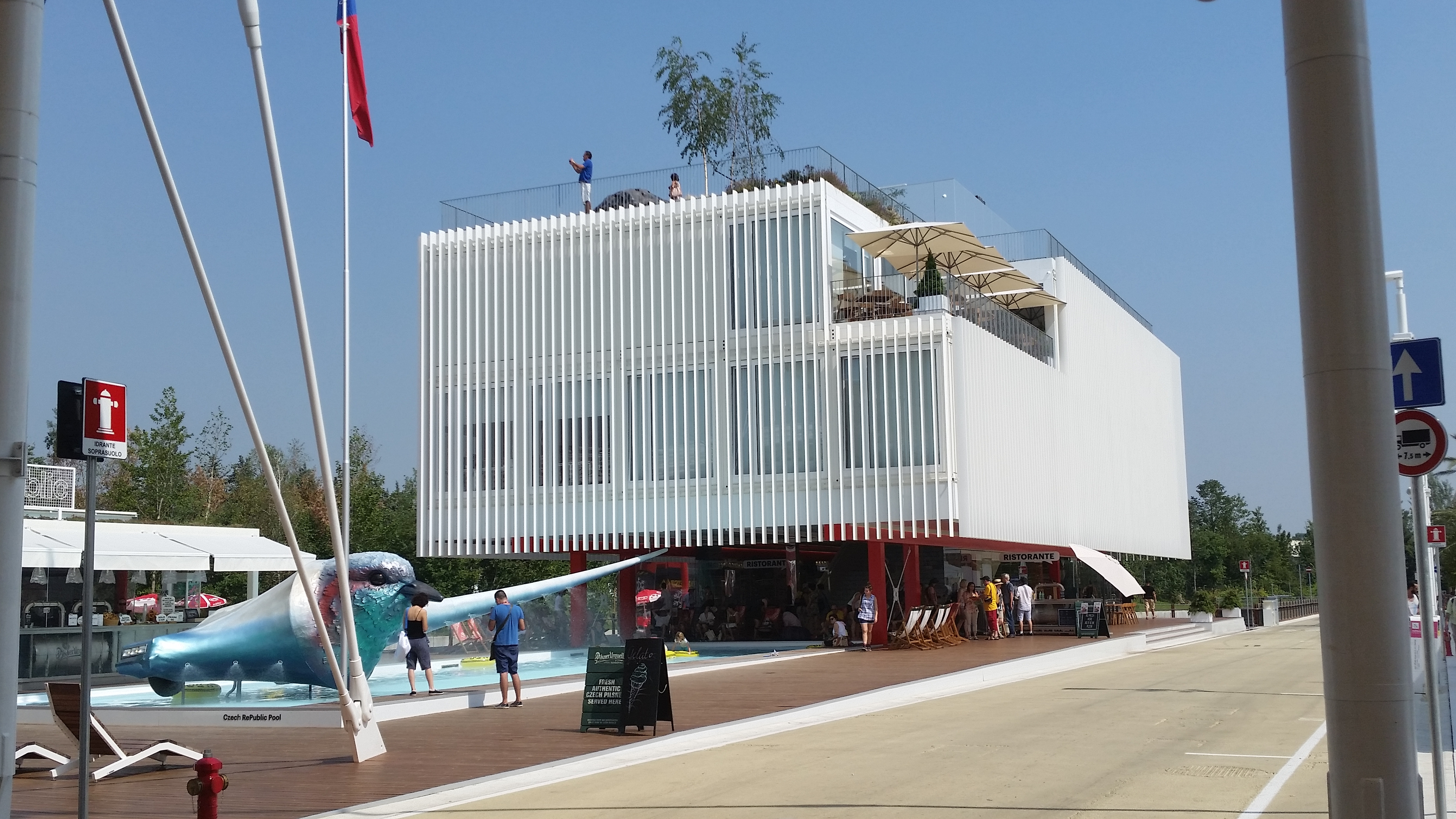
Český pavilon na Expo 2015

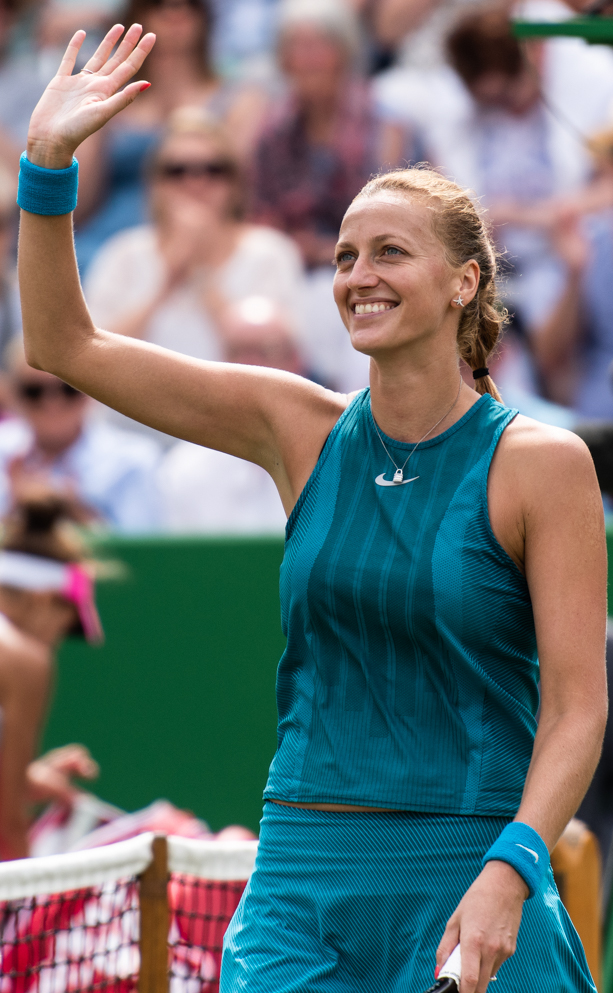
Petra Kvitová

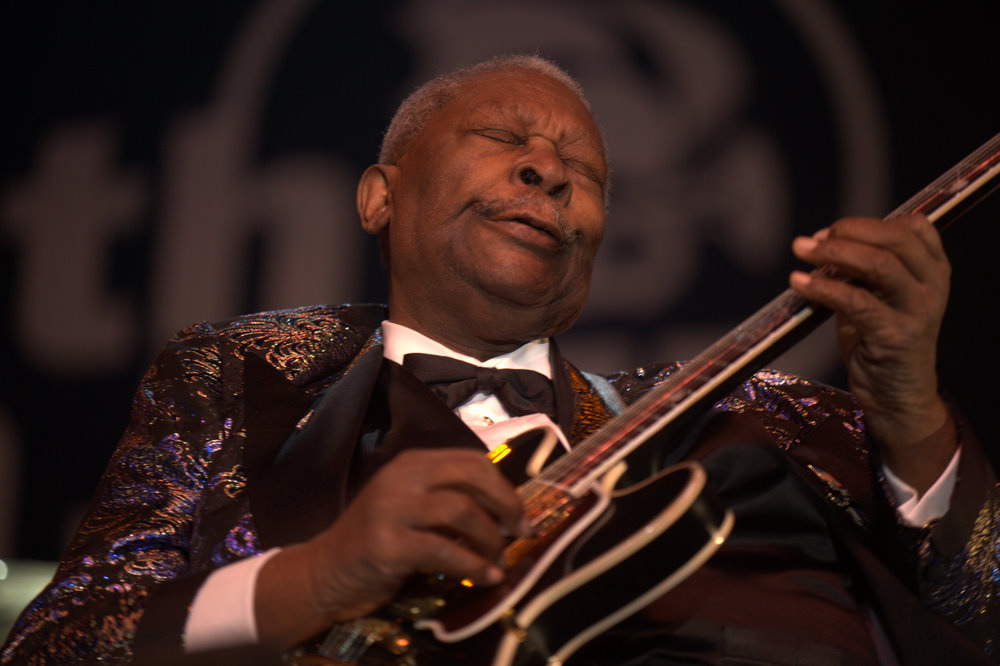
B. B. King

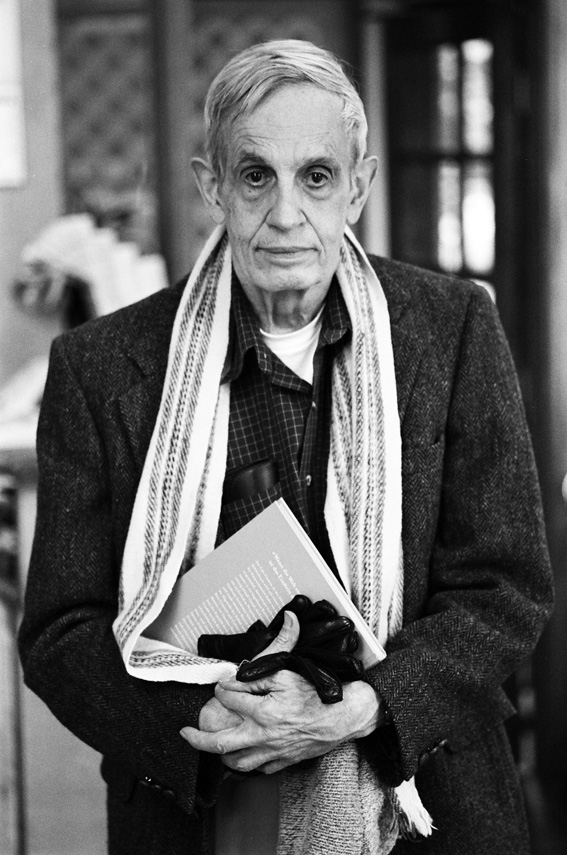
John Forbes Nash

1. května – pátek 
 Dalších 234 žen a dětí osvobodila nigerijská armáda při operacích proti skupině Boko Haram v pralese Sambisa na severovýchodě země. Celkový počet „osvobozených“ tak přesáhl 700 lidí. Některé ženy na své zachránce údajně střílely.
 Šestice policistů byla obviněna z podílu na smrti mladého Afroameričana Freddieho Graye v americkém Baltimoru, policejní oddělení obvinění popřelo. Freddie Gray zemřel v důsledku zranění, která utrpěl během převozu do vazby.
 V Praze a Ostravě začalo mistrovství světa v ledním hokeji.
 V italském Miláně byla zahájena světová výstava Expo 2015 (český pavilon na obrázku), zahájení doprovázely protesty.
2. května – sobota 
 Islámský stát povraždil 300 jezídských zajatců v okrese Tall Afar na severu země.
 Více než 50 civilistů zabily nálety koaličního letectva na údajné pozice Islámského státu severně od Aleppa.
3. května – neděle 
 Italské námořnictvo za posledních 48 hodin zachránilo ve Středozemním moři 5 800 migrantů.
 Starostka Baltimoru Stefanie Rawlingsová-Blakeová zrušila zákaz nočního vycházení, který byl vyhlášen kvůli nepokojům provázejícím pohřeb Freddieho Graye.
4. května – pondělí 
 Více než 22 000 lidí uprchlo z Burundi do sousední Rwandy před nepokoji, které vyvolalo rozhodnutí prezidenta Pierra Nkurunzizy kandidovat pro třetí volební období.
 Náčelníkem Generálního štábu Armády České republiky byl jmenován generálporučík Josef Bečvář.
 Desítky zraněných si vyžádaly střety mezi izraelskou policii a Etiopskými Židy, kteří v Tel Avivu protestovali proti násilí, diskriminaci a rasismu ze strany izraelské policie.
 Dva lidé byli zabiti při střelbě před antiislámskou výstavou karikatur proroka Mohameda v texaském Garlandu.
5. května – úterý 
 Válka v Jemenu: Senegal oznámil vyslání 2 100 vojáků na saúdsko-jemenskou hranici.
 NATO začalo s dvoutýdenními manévry v Severním moři. Protiponorkové cvičení je reakcí na ruskou ponorkovou aktivitu v této oblasti.
 Bývalý velitel Prozatímní IRA Gerard Davison byl zastřelen neznámými útočníky v centru Belfastu.
6. května – středa 
 V pobaltských státech, zejména v Estonsku, začalo vojenské cvičení, jehož úkolem je odvrátit případný útok Rusů.
 Válka na východní Ukrajině: Na území ovládaném Luhanskou lidovou republikou byl vyhlášen válečný stav.
 Čtyři afghánští muži byli odsouzeni k smrti oběšením za svou účast na lynčování mladé ženy falešně obviněné ze spálení Koránu. Dalších osm mužů bylo odsouzeno k šestnácti letům odnětí svobody.
 Tornádo o síle F2 zasáhlo město Bützow poblíž Rostocku.
7. května – čtvrtek 

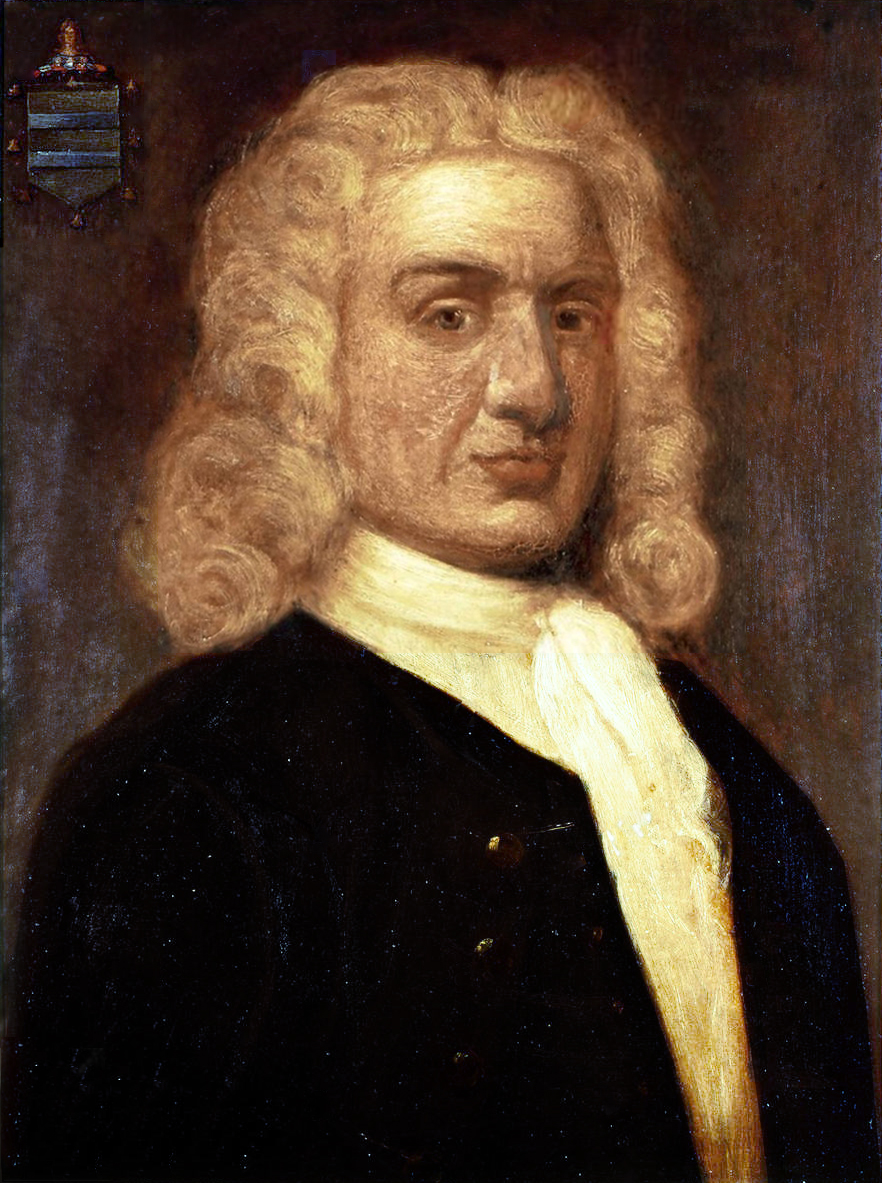
William Kidd

 Tým podmořských archeologů objevil u severního pobřeží Madagaskaru 50 kilogramů stříbrných prutů, které spojují s pokladem legendárního pirátského kapitána Kidda (na obrázku).
 Ve Spojeném království začaly všeobecné volby.
 Válka v Afghánistánu: Afghánská armáda zahájila útok na pozice Tálibánu v provincii Kundúz na severu země.
8. května – pátek 
 Maďarský soud potvrdil tresty doživotního odnětí svobody pro čtyři muže usvědčené ze série rasově motivovaných vražd šesti Romů v letech 2008 a 2009.
 Válka v Jemenu: Saúdy vedená koalice bojující proti Húsíům v Jemenu vyhlásila celou provincii Saada na severu země operační zónou a vyzvala její civilní obyvatelstvo k útěku.
 V Pákistánu se zřítil vrtulník s norským velvyslancem Leifem H. Larsenem a filipínským velvyslancem Domingem D. Lucenariem. K útoku se přihlásil Tálibán, což není potvrzeno.
 Konzervativní strana získala většinu poslaneckých křesel v britských všeobecných volbách. Druhý nejsilnější mandát získala Labouristická strana. Pozici třetí nejsilnější strany v Dolní sněmovně získala Skotská národní strana.
9. května – sobota 
 Poblíž španělské Sevilly se zřítil armádní letoun Airbus A400M.
 Světová zdravotnická organizace prohlásila epidemii krvácivé horečky Ebola v Libérii za ukončenou. Od prosince 2013 zemřelo v Libérii na tuto nemoc více než 4 000 lidí.
 Nejméně 22 lidí bylo zabito při přestřelce mezi makedonskou policií a bojovníky Národní osvobozenecké armády ve městě Kumanovo na severu země.
 V Moskvě na Rudém náměstí proběhla vojenská přehlídka k 70. výročí konce 2. světové války v Evropě.
 Petra Kvitová (na obrázku) vyhrála podruhé v kariéře turnaj Premier Mandatory – opět Mutua Madrid Open, když ve finále deklasovala Světlanu Kuzněcovovou.
10. května – neděle 
 V prvním kole prezidentských voleb získal nejvíce hlasů kandidát Andrzej Duda z opoziční strany Právo a spravedlnost, na druhém místě skončil stávající prezident Bronisław Komorowski.
 Dvě lodě převážející 500 Rohingyů, prchajících před perzekucemi myanmarské vlády, byly zachráněny na pobřeží indonéského Acehu.
11. května – pondělí 
 Povstalecké milice a středoafrické ministerstvo obrany podepsaly mírovou dohodu, která ukončila občanskou válku v zemi.
12. května – úterý 
 Obraz Alžíské ženy malíře Pabla Picassa byl v newyorské aukční síni Christie's vydražen za 4,4 miliardy korun.
 Nepál postihl následný otřes o síle 7,4 stupně Richterovy stupnice. Otřesy zasáhly zemi dva týdny po silném zemětřesení, které si vyžádalo nejméně 8 000 obětí. Z radarů zmizel také vrtulník americké námořní pěchoty s osmičlennou posádkou.
 Vojenská intervence v Jemenu: V Jemenu vstoupilo v platnost pětidenní humanitární příměří.
13. května – středa 
 Generálmajor Godefroid Niyombare oznámil sesazení stávajícího prezidenta Pierra Nkurunzizu. V obavě před násilnostmi uprchlo ze svých domovů 300 000 obyvatel Burundi.
 Sedm lidí zemřelo při vykolejení vlaku společnosti Amtrak v pensylvánské Filadelfii.
 Severokorejský ministr obrany Hjon Jong-čchol byl podle informací jihokorejské rozvědky veřejně popraven.
 Nejméně 41 lidí bylo zabito při útoku ozbrojenců na autobus ší'itských sedmíckých poutníků v pákistánském Karáčí.
14. května – čtvrtek 
 Ve věku 89 let zemřel americký bluesový kytarista, zpěvák a skladatel B. B. King (na obrázku).
 Srbský nejvyšší soud plně rehabilitoval generála Dragoljuba Mihailoviće, velitele srbské odbojové skupiny Četnici.
 Kolem 8 000 lidí pocházejících z Bangladéše a Myanmaru uvázlo na lodích v Andamanském moři a Malackém průlivu, poté co úřady Thajska, Malajsie a Indonésie zasáhly proti nelegální migraci.
 Policie České republiky potrestala dva důstojníky za chyby, kterých se dopustili během střelby v restauraci Družba v Uherském Brodě.
 Nejméně 72 lidi zemřelo při požáru továrny na pantofle ve filipínském hlavním městě Manile.
 Válka v Afghánistánu: Afghánská armáda osvobodila 54 rukojmí zajatých příslušníky hnutí Tálibán v kábulském hotelu. Čtrnáct lidí zásah nepřežilo.
15. května – pátek 
 Federální soudní porota odsoudila Džochara Carnajeva k trestu smrti za jeho podíl na teroristickém útoku na Bostonský maraton.
 Preparát mozku „Otce národa“ Františka Palackého byl přestěhován z rekonstruovaného Národního muzea do Památníku Františka Palackého a Františka Ladislava Riegra na Novém Městě v Praze.
 Povstání v Iráku: Teroristé z Islámského státu obsadili po pětiměsíčních bojích správní centrum provincie Anbár ve městě Ramádí.
 Vojáci věrní stávajícímu burundskému prezidentovi Pierrovi Nkurunzizovi převzali kontrolu nad hlavním městem Bujumbura. Vůdcové převratu se vzdali.
16. května – sobota 
 Válka proti Islámskému státu: Americké speciální jednotky pří útoku ve východní Sýrii zabily 33 lidí včetně vysoce postaveného představitele Islámského státu.
 Bývalý prezident Muhammad Mursí byl odsouzen k trestu smrti za vzpouru a útěk z vězení v roce 2011.
17. května – neděle 
 Povstání v Iráku: Teroristé z Islámského státu obsadili po pětiměsíčních bojích město Ramádí, správní centrum provincie Anbár v západním Iráku. Irácká vláda schválila vyslání ší'itských milic do oblasti.

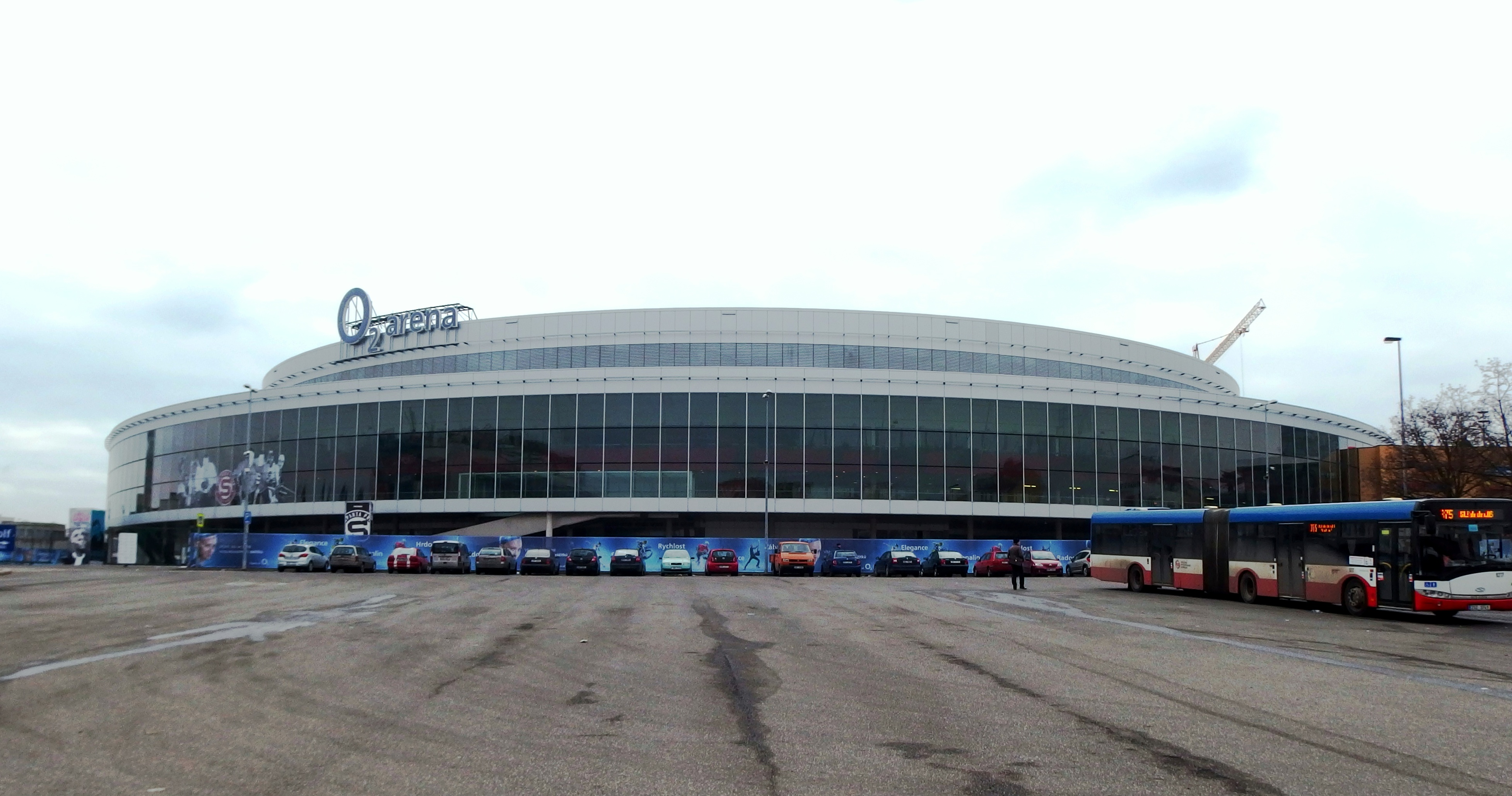
O2 arena na MS v ledním hokeji 2015

 Mistrovství světa v ledním hokeji 2015: V zápase o zlatou medaili zvítězila Kanada nad Ruskem poměrem 6:1. Na třetím místě skončily Spojené státy americké, které porazily pořádající Česko (na obrázku).
 Arabská koalice vedená Saúdskou Arábií obnovila po pětidenním příměří nálety na pozice ší'tských povstalců v Jemenu.
 Ruská intervence na Ukrajině: Ukrajinští vojáci oznámili zajetí dvou příslušníku ruských speciálních sil v Luhanské oblasti na východě země.
 Občanská válka v Sýrii: V bojích mezi Islámským státem a syrskou armádou u antického naleziště Palmýra bylo zabito 295 lidí.
 Více než 20 000 lidí požadovalo v makedonském hlavním městě Skopje rezignaci premiéra Nikoly Gruevského.
18. května – pondělí 
 Maďarská policie údajně nalezla improvizované výbušné zařízení v autobuse jedoucím z Prahy do Varny.
 Vláda Bohuslava Sobotky na svém zasedání odsouhlasila zrušení druhého pilíře české důchodové reformy.
 Filipínská vláda deklarovala ochotu dočasně přijmout několik tisíc Bangladéšanů a Rohingů uvázlých na pašeráckých lodích v tisíce kilometrů vzdáleném Andamanském moři. Využije k tomu uprchlická centra zbudovaná po válce ve Vietnamu.
 Dvě stě lidí obvinila americká policie poté, co bylo při přestřelce motorkářských gangů v texaském Wacu zabito 9 lidí.
19. května – úterý 
 Konflikt v Severním Irsku: Princ Charles navštívil Severní Irsko, kde se osobně sekal s Gerrym Adamsem, prezidentem irské separatistické strany Sinn Féin.
 Evropský komisař pro lidská práva Nils Muižnieks kritizoval norskou sociální službu Barnevernet za nadměrné odebírání dětí romským rodinám v Oslu.
 Nejméně 61 lidí zemřelo při sesuvu půdy v departementu Antioquia na severu Kolumbie.
20. května – středa 

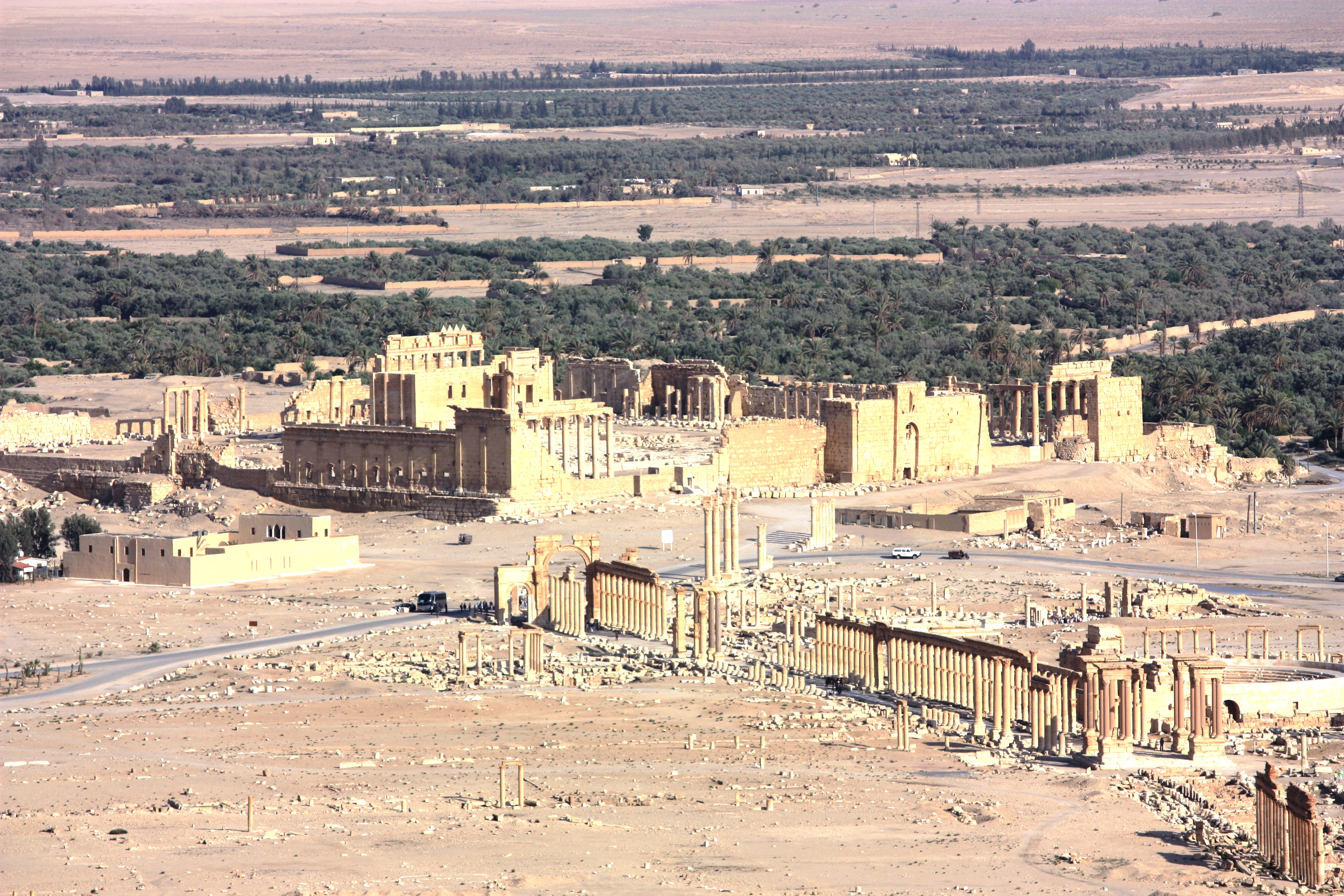
Palmýra

 Islámský stát vytlačil syrské ozbrojené síly z pozic u antické Palmýry (na obrázku).
 Archeologové nalezli na břehu jezera Turkana kamenné nástroje, které jsou starší než doložený výskyt člověka zručného.
 Indonésie a Malajsie deklarovaly ochotu dočasně přijmout několik tisíc Bangladéšanů a Rohingů uvázlých na pašeráckých lodích v Andamanském moři.
 Silně znečištěné jezero Bellandur na předměstí šestimilionového indického města Bengalúru, hlavního města státu Karnátaka, se před pěti dny vznítilo.
21. května – čtvrtek 
 Pákistán obvinil z vraždy 106 lidí, kteří se v roce 2014 podíleli na lynčování křesťanské rodiny v provincii Paňdžáb. 
22. května – pátek 
 Válka na východní Ukrajině: Amnesty International zveřejnila důkazy o mučení válečných zajatců, kterého se dopouštěly obě strany konfliktu. Zprava také obsahuje údaje o dalších válečných zločinech včetně vraždění zajatců.
 Nejméně 19 lidí bylo zabito při sebevražedném bombovém útoku v šíitské mešitě ve městě Katif na severovýchodě Saúdské Arábie. Islámský stát se přihlásil k odpovědnosti za útok.
 Občanská válka v Kolumbii: Revoluční ozbrojené síly Kolumbie vypověděly jednostranné příměří, poté co bylo při náletu kolumbijského letectva v departmentu Cauca zabito 26 jejich příslušníků. Mírové rozhovory v kubánské Havaně budou pokračovat.
23. května – sobota 
 Současný polský prezident Bronisław Komorowski uznal porážku v prezidentských volbách. Novým prezidentem byl zřejmě zvolen Andrzej Duda.
 Ve věku 86 let společně se svojí manželkou Alicií tragicky zemřel nositel Nobelovy ceny za ekonomii americký matematik John Forbes Nash (na obrázku).
 Vůdce burundské opozice Zedi Feruzi byl zastřelen v hlavním městě Bujumbura.
 Zavražděný salvadorský arcibiskup Óscar Romero byl slavnostně blahořečen v hlavním městě San Salvador.
 V Irsku proběhlo celostátní referendum o stejnopohlavním manželství, jehož zrovnoprávnění podpořilo 62 % voličů.
27. května – středa 
 Švýcarská policie zatkla a obvinila z korupce několik vysoce postavených představitelů asociace FIFA. Prověřována jsou i hlasování o pořadatelství mistrovství světa v letech 2018 a 2022.
28. května – čtvrtek 
 Nejméně 21 obětí si vyžádala bouře doprovázená přívalovými dešti a tornády, která postihla americké státy Oklahomu a Texas, a severní části Mexika.
 Irácké ministerstvo zdravotnictví provedlo exhumaci 470 těl obětí masakru vojenských rekrutů z letecké základny v Tikrítu, který spáchali příslušníci Islámského státu během své ofenzivy v červnu 2014.
 Malajsijská policie zadržela 12 policistů, poté co odkryla masový hrob s ostatky 139 migrantů z Bangladéše a Myanmaru.
29. května – pátek 
 Nejméně čtyři lidé byli zabiti při výbuchu sebevražedného atentátníka před ší'itskou mešitou v saúdskoarabském Dammánu. K útoku se přihlásil Islámský stát.
 Oceánská hlídková loď LÉ Eithne (P31) irského námořnictva zachránila ve Středozemním moři 300 lidí.
 Jana Nečasová, Ondrej Páleník, Milan Kovanda a Jan Pohůnek byli nepravomocně zproštěni viny v kauze zneužití Vojenského zpravodajství.
 Grémium ČSSD jednalo o chystaném odvolání ministra školství, mládeže a tělovýchovy Marcela Chládka.
30. května – sobota 
 Dosud neznámá infekce zabila během května více než 120 tisíc kusů kriticky ohrožené sajgy tatarské (na obrázku), což představuje polovinu její celosvětové populace.